# Техут (Тавуш)
Теху́т (арм. Թեղուտ) – село в Тавушской области Армении. С. Техут основано в 1925 г. переселенцами из с. Джархеч, сначала – как один из кварталов села Джархеч. Село расположено на дороге Дилижан – Иджеван, в нескольких километрах на северо-восток от Дилижана и в 1 км на запад от Агарцина, на левом берегу реки Агстев. Рядом с селом находятся монастырь Агарцин и озеро Парз. Площадь села – 9,5 квадратных километров. Высота над уровнем моря – 1550 м. Климат – умеренный; летом: +19 – +25 C, зимой: -2 – -7 C.
Техутская община отделилась от с. Джархеч (Агарцин) в 1993 г., 5 ноября. Организовали её Миша Гулинян и Вардан Мукучян. Первым председателем стал Гулинян, вторым – Мукучян. При Гулиняне были организованы монтаж собственной телевышки и раздельное электроснабжение. В селе находится тегутская средняя школа, одна из лучших в Армении. 

## История
Севернее с. Техут, на расстоянии 5 км, находятся два пограничных камня армянского короля Арташеса I Милостливого (189–160 д. н. э.) с текстом на древнеармянском языке, на местности ,,Джери охер,,. Недалеко от с.Техут находятся монастыри Агарцин и Джухтак.